# Gouvernement Jeliazkov
République de Bulgarie
Glavtchev II 
Le gouvernement Jeliazkov est le gouvernement de la république de Bulgarie en fonction depuis le 16 janvier 2025.

## Historique et coalition
Dirigé par le Premier ministre conservateur Rossen Jeliazkov, il est constitué et soutenu par une coalition entre Citoyens pour le développement européen de la Bulgarie (GERB), le Parti socialiste bulgare (BSP) et Il y a un tel peuple (ITN). Ensemble, ils disposent de 107 députés sur 240, soit 45 % des sièges.
Il est formé à la suite des élections législatives anticipées du 27 octobre 2024.
Il succède au second gouvernement de technocrates de Dimitar Glavtchev, investi après l'échec des forces politiques à constituer un gouvernement de plein exercice à la suite des élections du 9 juin 2024.

### Formation
Les élections législatives bulgares d'octobre 2024 donnent un Parlement sans majorité. Ainsi, le GERB négocie avec Nous continuons le changement - Bulgarie démocratique, BSP et ITN. Les négociations échouent avec Bulgarie démocratique. Le président Roumen Radev préfère cependant temporiser avant de donner le premier mandat de formation du gouvernement.
Le 15 janvier, un accord tripartite est obtenu entre le GERB, BSP et ITN. Ceux-ci obtiennent également le soutien sans participation de l'Alliance pour les droits et libertés. La composition du gouvernement est dévoilée peu après. Il obtient la confiance de l'Assemblée le 16 janvier par 125 voix pour et 114 voix contre.

## Composition
| Portefeuille                                                         | Titulaire | Titulaire          | Parti       |
| -------------------------------------------------------------------- | --------- | ------------------ | ----------- |
| Premier ministre                                                     |           | Rossen Jeliazkov   | GERB        |
| Vice-Premier ministre                                                |           | Atanas Zafirov     | BSP         |
| Vice-Premier ministre Ministre de l'Innovation et de la Croissance   |           | Tomislav Donchev   | GERB        |
| Vice-Premier ministre Ministre des Transports et de la Communication |           | Grozdan Karadzhov  | ITN         |
| Ministre des Finances                                                |           | Temenuzhka Petkova | GERB        |
| Ministre de la Défense                                               |           | Atanas Zaprianov   | Indépendant |
| Ministre des Affaires étrangères                                     |           | Georg Georgiev     | GERB        |
| Ministre de l'Intérieur                                              |           | Daniel Mitov       | GERB        |
| Ministre de la Justice                                               |           | Georgi Georgiev    | GERB        |
| Ministre de la Santé                                                 |           | Silvi Kirilov      | ITN         |
| Ministre de l'Éducation et de la Science                             |           | Krasimir Valchev   | GERB        |
| Ministre de l'Agriculture, de l'Alimentation et des Forêts           |           | Georgi Tahov       | Indépendant |
| Ministre de l'Environnement et des Eaux                              |           | Manol Genov        | BSP         |
| Ministre de l'Énergie                                                |           | Zhecho Stankov     | GERB        |
| Ministre du Tourisme                                                 |           | Miroslav Borshosh  | GERB        |
| Ministre de l'Économie et de l'Industrie                             |           | Petar Dilov        | Indépendant |
| Ministre du Développement régional et des Travaux publics            |           | Ivan Ivanov        | BSP         |
| Ministre de la Culture                                               |           | Marian Bachev      | Indépendant |
| Ministre de la Jeunesse et des Sports                                |           | Ivan Peshev        | BSP         |
| Ministre du Travail et des Affaires sociales                         |           | Borislav Gutsanov  | BSP         |
| Ministre de l'Administration électronique                            |           | Valentin Mundrov   | Indépendant |